# لیلی (ویسکانسین)
لیلی (به انگلیسی: Lily) یک منطقهٔ مسکونی در ایالات متحده آمریکا است که در شهرستان لانگلاد، ویسکانسین واقع شده‌است. لیلی ۴۳۸٫۹۲ متر بالاتر از سطح دریا واقع شده‌است.